# نووی تارگ
نووی تارگ (به لهستانی: Nowy Targ) یک منطقهٔ مسکونی در لهستان است که در شهرستان نووی تارگ واقع شده است. نووی تارگ ۵۱٫۰۷ کیلومتر مربع مساحت و ۳۳٬۴۹۳ نفر جمعیت دارد.

## خواهرخوانده
شهرهای رادفورموال و آوری، اسون خواهرخوانده‌های نووی تارگ هستند.